# Steinbach an der Steyr
Steinbach an der Steyr est une commune autrichienne du district de Kirchdorf en Haute-Autriche.